# Glorer Hütte

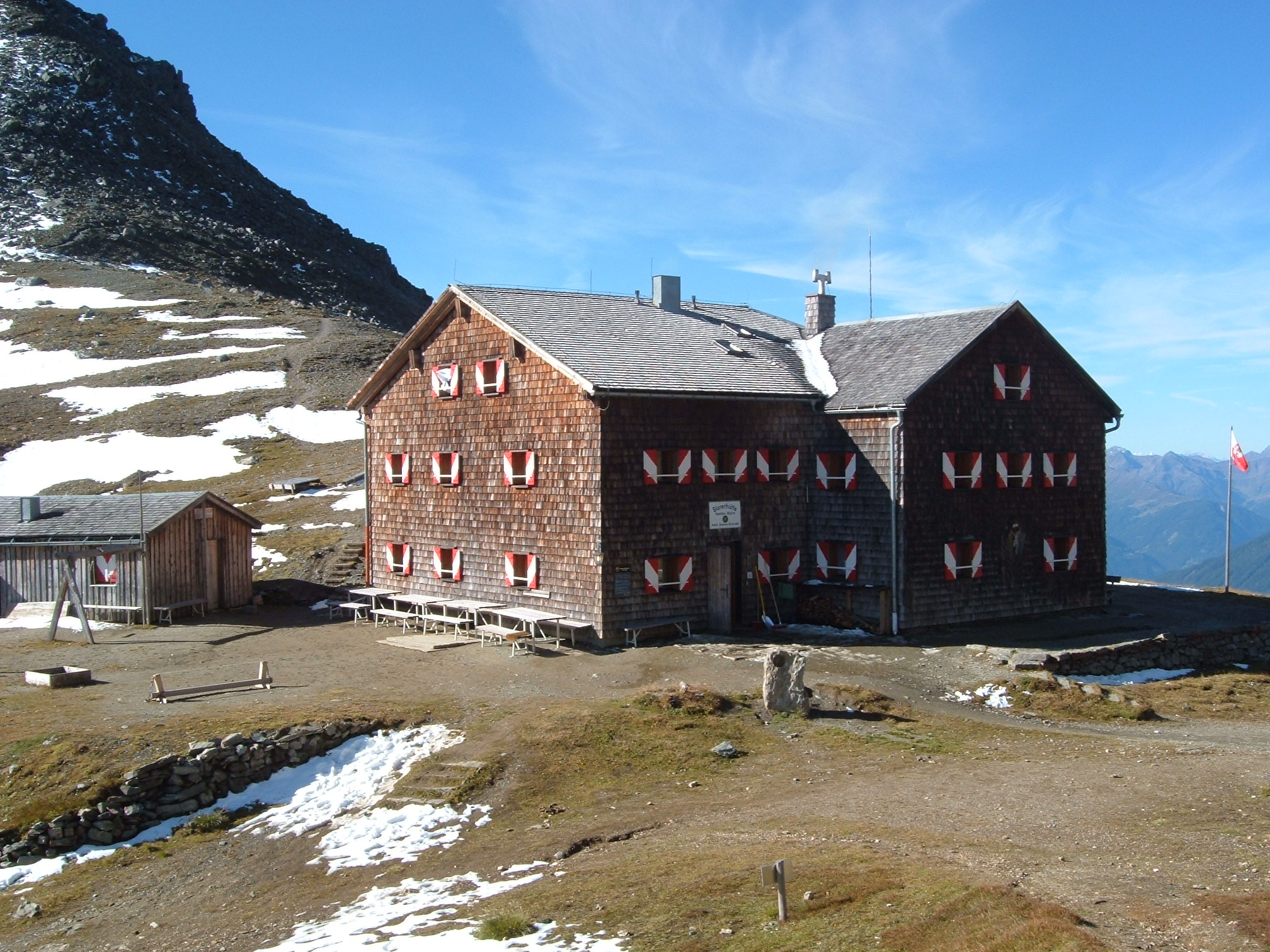
Glorer Hütte in 2006

De Glorer Hütte is een berghut aan de voet van de Grossglockner, in Tirol (Oostenrijk). De hut ligt op een hoogte van 2642 meter.

## Geschiedenis
De Glorer Hütte werd gebouwd in 1887. De hut werd in de jaren 1920 aangekocht door de alpinismeclub Alpenverein Donauland (AVD). De leden van deze club bestonden voor het grootste deel uit Joden die werden geweerd uit de andere alpinismeclubs en uit de berghutten die afhingen van de Deutschen und OEsterreichischer Alpenverein (DOEAV), om antisemitische motieven. De hut werd regelmatig mikpunt van vandalisme van nazi's en in 1938, na de Anschluss, werd de AVD verboden en werd de hut in beslag genomen. Ze werd omgedoopt tot Teplitzer Hütte. In 1952 werd de hut teruggegeven aan de AVD en kreeg ze haar oorspronkelijke naam terug. De berghut werd daarna eigendom van de sectie Eichstätt van de Deutschen Alpenverein (DAV).